# Walter Caro (Chemiker)
Walter Caro (* 19. Juni 1909 in Berlin; † 15. August 1988 in West-Berlin) (Deckname: Kurt Glanz) war ein deutscher Chemiker und Agent des sowjetischen Militärnachrichtendienstes GRU.

## Leben
Caro war von Beruf Chemiker und wurde 1930 Mitglied der KPD, wo er bis 1935 in dem bereits vor 1933 im Untergrund tätigen BB-Apparat (für Betriebsberichterstattung) des Nachrichtendienstes der KPD arbeitete. Dort leitete er die Abteilung Chemie. 1935 wurde er nach Moskau beordert, wo er zum militärischen Nachrichtendienst GRU abkommandiert wurde. Von 1936 bis 1938 war er im Auftrag der Roten Armee zusammen mit Erna Eifler in China im Einsatz. Von 1939 bis 1951 arbeitete er als Chemiker in den USA, wo er auch Kontakt zu Albert Einstein hatte.
Von den Polizeiorganen des nationalsozialistischen Deutschlands wurde Caro nach seiner Emigration als Staatsfeind eingestuft: Im Frühjahr 1940 wurde er vom Reichssicherheitshauptamt, das ihn in Großbritannien vermutete, auf die Sonderfahndungsliste G.B. gesetzt, ein Verzeichnis von Personen, die im Falle einer erfolgreichen Invasion und Besetzung der britischen Insel durch die Wehrmacht von den Besatzungstruppen nachfolgenden Sonderkommandos der SS mit besonderer Priorität ausfindig gemacht und verhaftet werden sollten.
1951 ging er in die DDR. Er arbeitete zunächst im Chemiewerk in Eilenburg. Später wurde er als wissenschaftlicher Mitarbeiter in dem von Robert Havemann geleiteten Physikalisch-chemischen Institut der Humboldt-Universität zu Berlin, Bunsenstraße, eingestellt. 1963 habilitierte er sich an der Humboldt-Universität zu Berlin mit einem von Havemann angeregten Thema aus der Eiweißchemie. Walter Caro war Mitglied der SED.
Nach seiner Emeritierung wanderte er 1972 nach West-Berlin aus.